# Glenea mediotransversevittata
Glenea mediotransversevittata es una especie de escarabajo del género Glenea, familia Cerambycidae. Fue descrita científicamente por Breuning en 1953.
Habita en Laos y Vietnam. Esta especie mide 8-14 mm.